# Мелисса Лорен
Мелисса Лорен (фр. Melissa Lauren; урождённая Барбара Масвале, фр. Barbara Masvaleix; род. 16 октября 1984 года, Ла-Рошель, Приморская Шаранта, Франция) — французская порноактриса и режиссёр.

## Биография

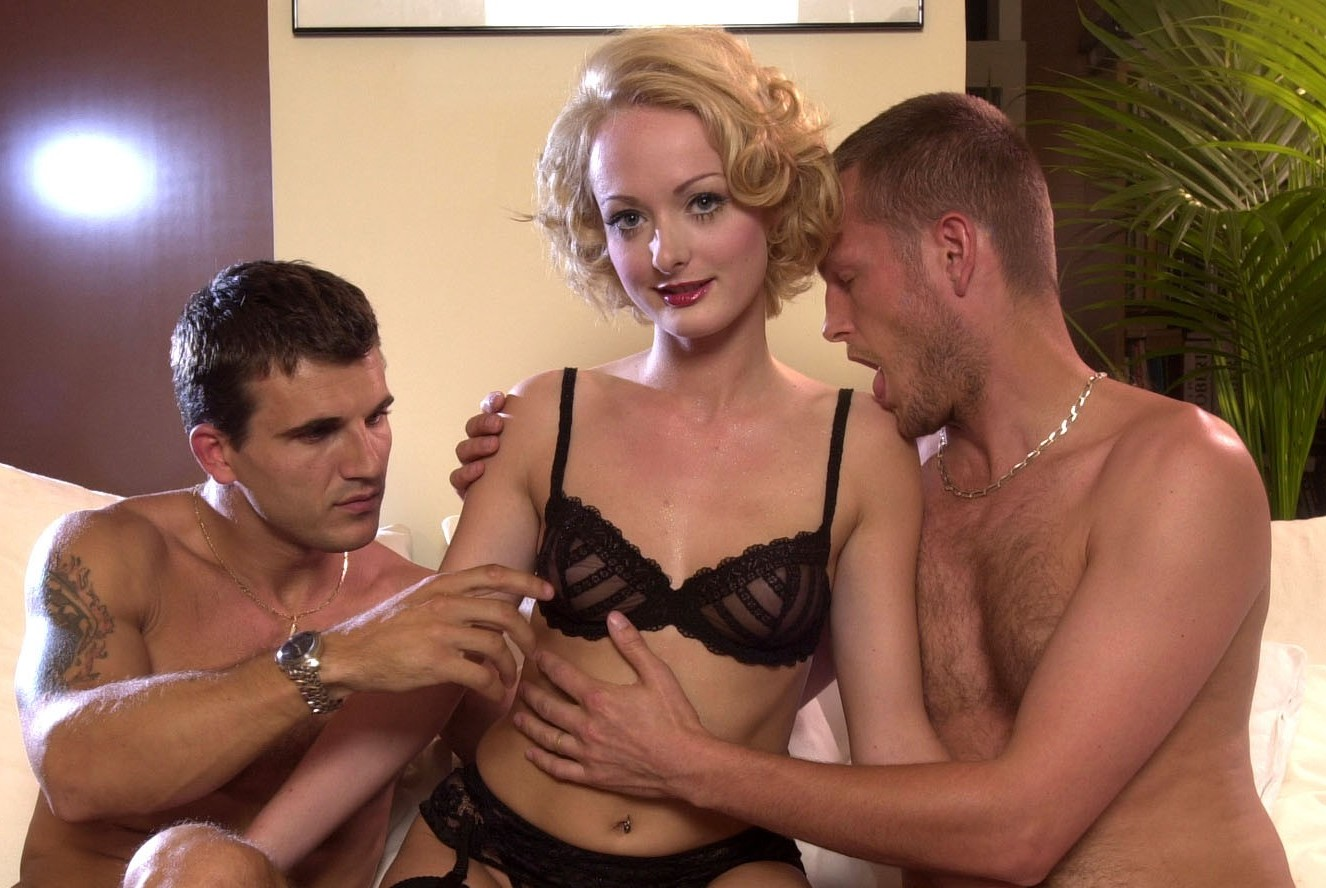

Лорен три года училась на повара и работала в Париже кондитером. В июне 2003 она прочитала в газете объявление от французского порнорежиссёра Джона Б. Рута, спустя шесть дней Лорен начала сниматься в порно.
В ноябре 2006 года Лорен объявила, что хочет прекратить выступать в гетеросексуальных порнографических сценах и вместо этого собирается сосредоточиться на съёмке фильмов в качестве режиссёра. Её режиссёрский дебют состоялся в фильме Plucked Then Fucked (в ролях Саманта Син, Мануэль Феррара, Мистер Пит и другие). Она продолжила сниматься с женщинами, в сольных сценах и в фотосессиях. В 2007 году она стала первой женщиной-режиссёром в студии Diabolic Video и снимала серию Unnatural Sex. Однако, в своей записи в блоге на MySpace, она заявила, что подписала контракт со студией Video Marc Dorcel во Франции, и в конце 2007 года снималась в сцене Gang Bang с четырьмя мужчинами. Она также заявила, что не планирует уходить из порно в ближайшее время, хотя прекратила съёмки в 2009 году де-факто.
По данным на 2019 год, Мелисса Лорен снялась в 629 порнофильмах и выступила режиссёром 17 порнолент. Проживает в Ирландии. Согласно собственным заявлениям, играет в World of Warcraft.

## Премии и номинации
| Год  | Премия    | Номинация                                        | Фильм                                                                   | Результат |
| ---- | --------- | ------------------------------------------------ | ----------------------------------------------------------------------- | --------- |
| 2006 | AVN Award | Лучшая иностранная исполнительница года          |                                                                         | Номинация |
| 2006 | AVN Award | Лучшая сцена секса втроем                        | Fuck Dolls 3 (Red Light District)                                       | Номинация |
| 2006 | AVN Award | Лучшая сцена группового секса - Видео            | Semen Sippers 3 (Red Light District)                                    | Номинация |
| 2006 | AVN Award | Лучшая сцена группового секса - Видео            | Anal Expedition 6 (Red Light District)                                  | Номинация |
| 2006 | AVN Award | Лучшая сцена лесбийского секса - Видео           | Babes Illustrated 15 (Cal Vista)                                        | Номинация |
| 2006 | AVN Award | Лучшая сцена лесбийского секса - Видео           | Be My Bitch (Red Light District)                                        | Номинация |
| 2007 | AVN Award | Лучшая сцена группового секса - Видео            | Hellcats 10: Cumback! (Elegant Angel)                                   | Номинация |
| 2007 | AVN Award | Лучшая сцена лесбийского секса - Фильм           | Jenna’s Provocateur (Club Jenna)                                        | Номинация |
| 2007 | AVN Award | Лучшая сцена группового секса - Видео            | Fashionistas Safado: The Challenge (Evil Angel)                         | Победа    |
| 2007 | FICEB     | Самая сексуальная последовательность             | Fashionistas Safado (Elegant Angel)                                     | Победа    |
| 2008 | AVN Award | Лучшая сцена группового секса - Видео            | Fashionistas Safado: Berlin (Elegant Angel; с Katsuni и Рокко Сиффреди) | Номинация |
| 2008 | AVN Award | Лучшая сцена секса в паре - Видео                | Fashionistas Safado: Berlin (Elegant Angel)                             | Номинация |
| 2008 | AVN Award | Лучшая сцена секса втроем                        | Fashionistas Safado: Berlin (Elegant Angel)                             | Победа    |
| 2008 | AVN Award | Лучшая иностранная исполнительница года          |                                                                         | Номинация |
| 2009 | AVN Award | Лучшая иностранная исполнительница года          |                                                                         | Номинация |
| 2009 | AVN Award | Лучшая сексуальная сцена в зарубежной постановке | Casino, No Limit (Marc Dorcel Fantasies)                                | Номинация |
| 2010 | AVN Award | Лучшая иностранная исполнительница года          |                                                                         | Номинация |